# Polykarp Kusch
Polykarp Kusch (Blankenburg,  26 de enero de 1911-Dallas, 20 de marzo de 1993), fue un físico nacido en Alemania y nacionalizado estadounidense. En 1955, fue galardonado con el Premio Nobel de Física junto con Willis Eugene Lamb por demostrar que el momento magnético del electrón era mayor que su valor teórico, provocando la reconsideración y la innovación en la electrodinámica cuántica.
Recibió su título de físico de la Case Western Reserve University de Cleveland en 1931 y su máster y doctorado en física por parte de la Universidad de Illinois en 1933 y 1936. Pasó la mayor parte de su carrera como profesor de la Universidad de Columbia en New York, donde junto con el físico Isidor Rabi estudió los efectos de los campos magnéticos en haces de átomos, y trabajó varios años como jefe académico antes de partir hacia la Universidad de Texas, en Dallas donde trabajó hasta su retiro en 1982.